# Honest Jon's
Honest Jon's es una tienda independiente de música en Londres, fundada en 1974. La tienda es propiedad de Mark Ainley y Alan Scholefield, quienes la adquirieron de uno de los propietarios originales, "Honest" Jon Clare. El sello discográfico del mismo nombre es administrado en sociedad con Damon Albarn.
La tienda cuenta en su catálogo con una variedad de géneros musicales en vinilo y CD, especializándose en jazz, blues, reggae, dance, soul, folk y outernational.

## Historia
La tienda abrió en 1974, cuando John Clare, un profesor de sociología, empezó a intercambiar discos de jazz en una antigua carnicería en Golbourne Road.
En los años 80, la tienda se mudó a su actual sede en la calle Portobello del barrio Notting Hill. Con su expansión fue convirtiéndose en punto de encuentro para los amantes de la música. Entre sus clientes incondicionales la tienda cuenta con Roger Beaujolais, Neil Barnes de Leftfield, el fundador de la revista The Wire Anthony Wood, Gilles Peterson o James Lavelle.

## Sello discográfico
Creado en 2002, el sello discográfico ha editado compilaciones como la serie London Is The Place For Me, indagando en la música negra de Londres de los años posteriores a la Segunda Guerra Mundial; también colecciones de folk británico, soca, jazz afro cubano, dancehall jamaiquino; y retrospectivas de artistas como Moondog, Maki Asakawa, Bettye Swann y Cedric "Im" Brooks & The Light of Saba. Ha editado música original de Candi Staton, Actress, T++, Hypnotic Brass Ensemble, Mark Ernestus, Trembling Bells, The Good, the Bad & the Queen, Simone White, Shackleton, Michael Hurley, Terry Hall, DJ Sotofett, y el Moritz Von Oswald Trio. También realizó grabaciones con la orquesta chaabi de Abdel Hadi Halo en Argelia; Lobi Traore y Kokanko Sata Doumbia en Bamako; y Tony Allen en Lagos.